# Alfred Held
Alfred Held (* 10. November 1886 in Neuegg im Gemeindegebiet von Rüegsau; † 28. April 1973 in Rüegsau, reformiert, heimatberechtigt in Rüegsau) war ein Schweizer Politiker (BGB).

## Leben
Alfred Held wurde am 10. November 1886 in Neuegg als Sohn des Landwirts Ulrich Held geboren. Nach dem Besuch der Landwirtschaftlichen Schule in Lausanne übernahm Alfred Held im Jahr 1910 die väterliche Landwirtschaft in der achten Generation, die er in weiterer Folge teilweise auf Viehzucht und Milchwirtschaft umstellte.
Er war mit Anna geborene Wälti aus Lützelflüh verheiratet. Alfred Held verstarb am 28. April 1973 im Alter von 86 Jahren in Rüegsau.

## Politische Karriere
Alfred Held war zunächst im Gemeinderat von Rüegsau, dem er zeitweise auch als Gemeindepräsident vorstand. Im Jahr 1918 gehörte er zu den Mitbegründern der BGB. In der Folge sass Held von 1926 bis 1929 im Berner Grossen Rat sowie mit Unterbrechungen von 1922 bis 1951 im Nationalrat.
Daneben fungierte er als Mitbegründer und Vorstandsmitglied des Schweizerischen Saatzüchterverbandes. Zudem präsidierte Held den Bernischen Fleckviehzuchtverband, den Berner Milchverband sowie zwischen 1947 und 1962 den Zentralverband schweizerischer Milchproduzenten. Ferner wirkte er 1940 als Mitbegründer und bis 1955 als Präsident des Berner Bauernverbands.
Alfred Held galt als typischer Vertreter des fortschrittlichen bäuerlichen Unternehmertums. Seine Zuchterfolge beim Getreide- und Kartoffelbau sowie beim Rindvieh fanden grosse Beachtung. In den 1920er Jahren engagierte er sich an vorderster Front für die Brotgetreideordnung.